# ヨーゼフ・デュンヴァルト
ヨーゼフ・デュンヴァルト（Josef Dünnwald, 1909年11月3日 - 1995年7月7日）は、ドイツの指揮者。
デュッセルドルフ近郊ベンラートの生まれ。5歳のころからピアノをはじめ、9歳でピアニストとして活動を始めた。その後、ケルン音楽院に籍を置きながらケルン大学で言語学を学び、教師の資格を取るに至ったが、1933年にバイロイト音楽祭に行ってカール・エルメンドルフの指揮する《ニーベルングの指環》を見て指揮者の道を歩むようになった。まずはヴィースバーデン歌劇場のコレペティートルとして働き、ヘルマン・アーベントロートの下で指揮法を学んだ。1938年にザールブリュッケンの歌劇場の指揮者陣に加わり、1939年からシュトゥットガルト州立歌劇場の第二指揮者に転任した。1951年から1975年まで同歌劇場の第一指揮者を務めた。
シュトゥットガルトにて没。